# 沒有鑰匙的夢
《沒有鑰匙的夢》（鍵のない夢を見る）為日本女作家辻村深月的短篇小説集。第147回直木賞得獎作。書中收錄的「芹葉大學的夢想與殺人」也入圍第64回日本推理作家協會賞的短篇獎。

## 簡介[2]
《沒有鑰匙的夢》描寫五位生活在地方小城的女性為追尋夢想而誤入歧途的故事。辻村深月素來十分擅長描寫青年在思春期的微妙心情，此番卻將成年女性的所思所想與生活之艱辛刻畫得細緻入微，殊為可貴。

## 各篇劇情[2]
- 「芹葉大學的夢想與殺人」

老師的屍體被發現了。是雄大殺的吧？我能一清二楚地想像，就彷彿命案發生時我也在現場…
- 「美彌谷社區的逃亡者」

陽次帶著我一起逃走了，我最後一眼看到的是母親一動也不動的身體…
- 「石蕗南地區的縱火」

老家對面的消防隊失火了，猛然想起以前在二樓換衣服時有個消防員跟我四目相接…
- 「仁志野町的小偷」

律子是我最要好的同學，有天我卻發現她媽媽是鄰居們口耳相傳的小偷…
- 「君本家的綁票」

嬰兒車呢？不好，我一定是把嬰兒車留在店裡面了！咲良，你到底在哪裡？

## 電視劇
改編電視劇於2013年9月1日至9月29日止，每週日晚間10:00～11:00於日本WOWOW電視台播出，全劇共5集。

## 登場人物及演員

### 第1集「芹葉大學的夢想與殺人」
- 未玖：倉科加奈
- 雄大：林遣都
- 其他演員：佐藤祐基、矢島健一、朝加真由美

### 第2集「美彌谷團地的逃亡者」
- 美衣：成海璃子
- 陽次：大東駿介
- 真理子：高島禮子

### 第3集「石蕗南地區的放火」
- 笙子：木村多江
- 大林：大倉孝二
- 其他演員：南明奈、徳井優、丘尋子

### 第4集「仁志野町的小偷」
- 美智留：高梨臨
- 律子：佐津川愛美
- 律子的母親：安藤玉恵
- 其他演員：木村真那月、川島鈴遥、 石野陽子

### 完結篇「君本家的綁票」
- 良枝：廣末涼子
- 其他演員：原田夏希、岡田義徳

## 製作群
- 原作：辻村深月
- 劇本：武井彩、大久保友美、阿相久美子、佐藤久美子
- 音樂：Team Legato（今泉洋、梅堀淳、高木洋、Slavomir Stanislaw Kowalewski）
- 導演：村上正典、木下高男、後藤庸介
- 製作：喜多麗子
- 製作人：貸川聰子、森安彩
- 助理製作：後藤庸介
- 製作：WOWOW、共同電視台

## 播出日期
| 集數   | 播出日期      | 標題（中譯）                               | 劇本       | 導演     |
| ------ | ------------- | ------------------------------------------ | ---------- | -------- |
| 第1集  | 2013年9月1日  | 芹葉大学の夢と殺人（芹葉大學的夢想與殺人） | 武井彩     | 村上正典 |
| 第2集  | 2013年9月8日  | 美弥谷団地の逃亡者（美彌谷團地的逃亡者）   | 武井彩     | 木下高男 |
| 第3集  | 2013年9月15日 | 石蕗南地区の放火（石蕗南地區的放火）       | 阿相久美子 | 後藤庸介 |
| 第4集  | 2013年9月22日 | 仁志野町の泥棒（仁志野町的小偷）           | 佐藤久美子 | 木下高男 |
| 完結篇 | 2013年9月29日 | 君本家の誘拐（君本家的綁票）               | 大久保友美 | 村上正典 |

## 外部連結
- 日本WOWOW電視台官網 （页面存档备份，存于）
- 台灣WakuWaku Japan官網 （页面存档备份，存于）